# Svi marš na ples!
Svi marš na ples!  kompilacijski je album koji je objavio Jugoton 1980. godine.
Na albumu se se pojavili različiti pop i rock sastavi, većinom pripadnici lokalne novo valne glazbene scene. U trenutku izdavanja albuma, sve pjesme koje su se pojavile na njemu, bile su već objavljene od ovih sastava na njihovim studijskim albumima kod iste diskografske kuće.
Svi sastavi čije pjesme su bile na albumu bili su već afirmirani i poznati diljem SFRJ. Za razliku od drugih kompilacijskih projekata u kojima je Jugoton želio omogućiti mladim sastavima proboj na glazbenu scenu, ova kompilacija je bila komercijalnog karaktera.
Naziv albuma je stih iz refrena pjesme  "Ha, ha, ha" sastava Bijelo dugme s njihovog albuma Doživjeti stotu. Tu su bili i novovalni sastavi: Šarlo akrobata s njihovom reggae pjesmom "Ona se budi"; Idoli s gay tematskom pjesmom "Retko te viđam sa devojkama"; Film s njihovom pjesmom "Zamisli život u ritmu muzike za ples"; punk rock sastav Pekinška patka s pjesmom "Bolje da nosim kratku kosu"; Haustor s njihovom poznatom reggae pjesmom "Moja prva ljubav"; Električni orgazam s pjesmom "Konobar" u njihovoj početnoj punk fazi; Azra s pjesmom "Poziv na ples"; Zana s rock and rollom-inspiriranom pjesmom "Pepito pantalone"; sastav Bulevar, u kojem je bio Dejan Cukić s pjesmom "Nestašni dečaci" koju je napisao Momčilo Bajagić- Bajaga, i drugi. Kasnije je album re-izdala beogradska diskografska kuća Hi-Fi Centar na CD-u s nekoliko bonus pjesama.

## Popis pjesama
1. Bijelo dugme - "Ha, ha, ha"
2. Haustor - "Moja prva ljubav"
3. Zana - "Pepito pantalone"
4. Šarlo akrobata - "Ona se budi"
5. Laboratorija zvuka - "Skakavac joj zašo u rukavac"
6. Električni orgazam - "Konobar"
7. Film - "Zamisli život u ritmu muzike za ples"
8. Idoli - "Retko te viđam sa devojkama"
9. Azra - "Poziv na ples"
10. Aerodrom - "Stavi pravu stvar na pravo mesto"
11. Bulevar - "Nestašni dečaci "
12. Pekinška patka - "Bolje da nosim kratku kosu"